# Palazzo Santacroce
Palazzo Santacroce (Pasolini dall'Onda) è un edificio storico di Roma, situato tra Piazza Benedetto Cairoli, via degli Specchi e vicolo de’ Catinari, nel rione Regola.

## Storia

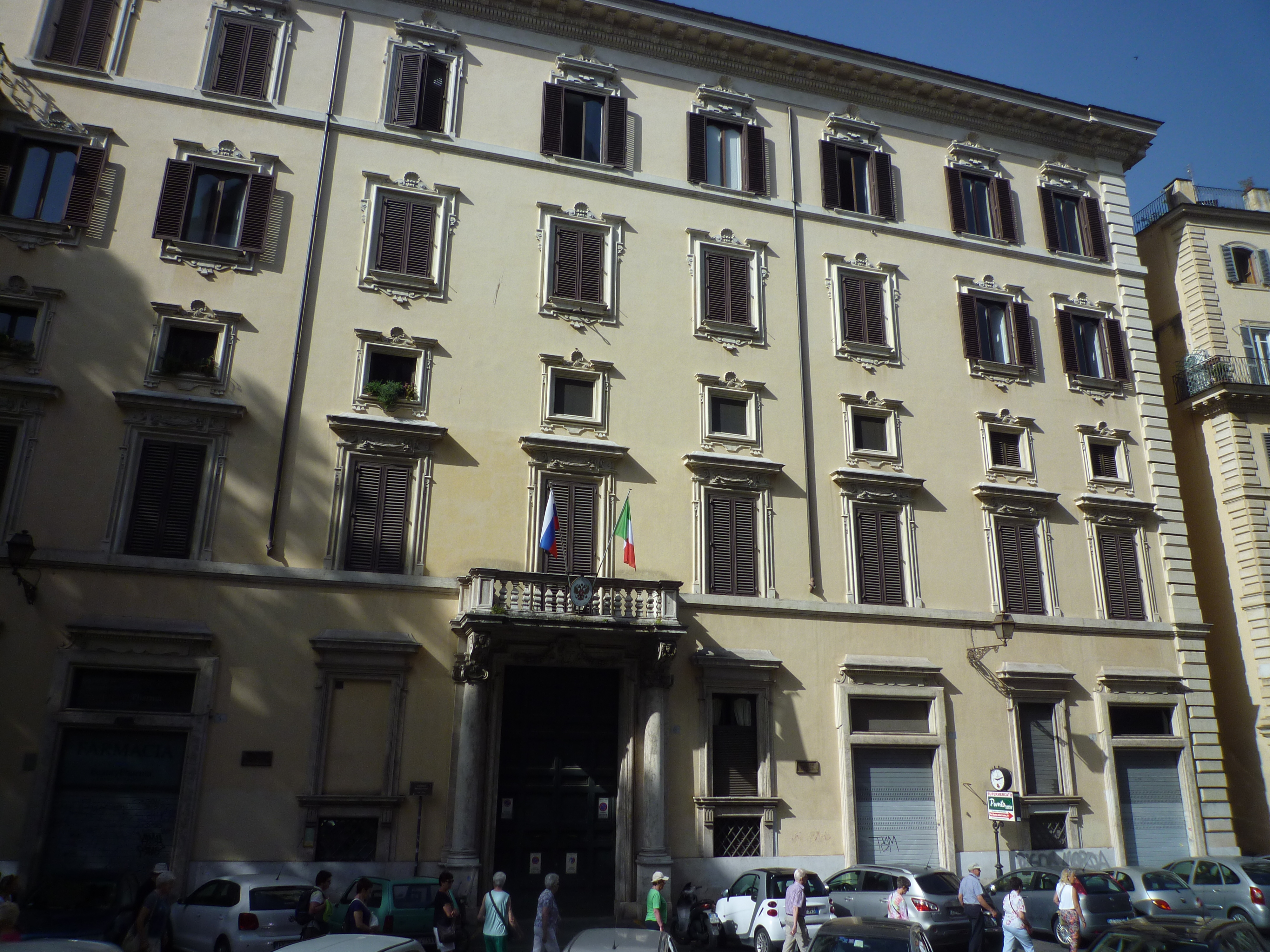
La facciata nord del palazzo verso San Carlo ai Catinari

La famiglia Santacroce vanta una discendenza dal console romano Publio Valerio Publicola. È tra le più antiche casate di Roma, dove risulta essere presente fin dall’anno mille.
La prosperità della famiglia è in gran parte attribuibile al Cardinale Prospero Santacroce, che in qualità di nunzio apostolico di papa Pio IV in Portogallo introdusse in Italia il tabacco, allora noto come “erba santacroce”.
Verso la fine del XVI secolo, Onofrio Santacroce decide di erigere un nuovo palazzo nei pressi di via dei Giubbonari, su terreni di proprietà della famiglia. Carlo Maderno viene incaricato di elaborare il progetto, ripreso tra il 1630 e il 1640 da Francesco Peparelli. Il cardinale Marcello Santacroce decide poi di unire al palazzo gli edifici dall’altra parte del vicolo, adibendoli ad alloggi per la servitù. Intorno al 1670, Giovanni Antonio De Rossi riceve l'incarico di unificare le case di proprietà dei Santacroce in un corpo unico dotato di una loggia, collegando così il nuovo edificio direttamente al piano nobile dell’edificio principale.
Nella parte del palazzo oltre il vicolo dei Catinari, per gran parte dell’Ottocento, fu ospitato un teatro privato, intitolato a San Carlo.
Nel 1904, la proprietà del palazzo passa alla famiglia Pasolini dall’Onda, che accoglie nel suo salotto figure illustri come Fogazzaro, interprete del Modernismo, fino alla condanna del movimento da parte della Chiesa.
Il palazzo ha ospitato per anni l'ambasciata di Francia presso la Santa Sede, l'Istituto Italo-Latino Americano e la scuola di perfezionamento per gli Studi Europei della facoltà di Economia e Commercio della Sapienza. Attualmente, ospita il Centro Russo di Scienza e Cultura e la Cornell University.

## Descrizione
Per il palazzo furono costruite tre facciate, mentre il quarto lato, affacciato sullo stretto vicolo dei Catinari, rimane privo di decorazioni. Le facciate, restaurate nell’Ottocento, presentano tre piani e un ammezzato tra il primo e il secondo piano. Su di queste si aprono tre portoni; quello su piazza S.Carlo ai Catinari reca lo stemma dei Santacroce e degli Sforza Cesarini, imparentati con l’ultima rappresentante della famiglia Santacroce. Le finestre del primo piano e del terzo sono architravate, le altre modanate; tutte sono adornate da decorazioni a festoni in stucco. Due balconi ad angolo si trovano al primo e terzo piano.
L’interno presenta un cortile caratterizzato da un portico al pian terreno con lesene doriche e alcune nicchie che ospitano busti di imperatori romani. Tra i numerosi busti che in passato sono stati nel cortile vi furono anche quelli provenienti dall'ara di Domizio Enobarbo, oggi dispersi tra il museo del Louvre di Parigi e la Gliptoteca di Monaco.

## Fontana
La nuova loggia di Peparelli, concepita come un giardino pensile organizzato su diversi livelli e visibile sia dalla strada che dal primo piano, vuole emulare un terreno naturale secondo lo stile barocco. A decorare la nuova struttura lavorarono due artisti bolognesi, Giovan Battista Ruggieri e Giovan Francesco Grimaldi. Le decorazioni richiamano elementi naturali come foglie, presenti nella balaustra, o rupi, sulle quali sono stati scolpiti i mascheroni. L’elemento maggiormente scenografico è la quinta costituita dal cortile della servitù, con la fontana di Venere. 
Il bel gruppo scultoreo raffigura la Dea che emerge dalle acque sopra una conchiglia sorretta da delfini e da putti, in una nicchia racchiusa in un’alta edicola ad arco, sopra la quale insiste lo stemma cardinalizio dei Santacroce. 

## Curiosità
Secondo quanto riportato nell’Ottocento da Augustus Hare, questa sarebbe "una delle poche dimore di Roma infestate di fantasmi: si dice che di notte due statue di cardinali Santa Croce scendano dai piedistalli e facciano sbatacchiare qua e là i loro strascichi di marmo nelle lunghe gallerie. Nel corso di alcuni recenti lavori per l’installazione di un ascensore, è stata scoperta un'oubliette piena di strumenti appuntiti, in fondo alla quale giaceva un mucchio di scheletri, uno dei quali era coperto da un’armatura e con un pugnale infilato nell’elmo, penetrato a fondo nel cranio. Inoltre, in una nicchia è stato ritrovato un corpo umano vestito di tutto punto, ma mummificato".
Secondo Hare, il palazzo avrebbe anche avuto dei passaggi segreti. Alcuni di questi, nel XIX secolo, sarebbero stati percorsi da un prigioniero evaso da Castel Sant’Angelo. La principessa Santacroce prese a cuore il caso di quell’uomo e, giudicando ingiusta la sentenza che lo aveva condannato, lo fece portare con la propria carrozza in un luogo sicuro fuori Roma. L’avventurosa serie di eventi è di evidente ispirazione alle vicende della Tosca di Victorien Sardou.